# Coimbrska skupina
Coimbrska skupina (poznata i kao Coimbra Group), udruženje je 41 europskog sveučilišta iz 23 europske države osnovano 1985. potpisivanjem ugovora o suradnji među prvih devetnaest članica, na portugalskom Sveučilištu u Coimbri. Udruženje promiče međunarodnu i međuučilišnu suradnju, akademsku izvrsnost u poučavanju i istraživanju te se zalaže za snažnije akademsko povezivanje europskih gradova i sveučilišta. Sa srodnim sveučilišnim i akademskim udruženjima dio je Mreže europskih sveučilišta.

## Vanjske poveznice
- Službene stranice Udruženja